# داستان لویزیانا
داستان لویزیانا (به انگلیسی: Louisiana Story) فیلمی ۷۸ دقیقه‌ای به کارگردانی رابرت فلاهرتی با بازی ژوزف بودرو است.